# Finland i olympiska vinterspelen 1998
Finland deltog i olympiska vinterspelen 1998.Truppen bestod av 85 idrottare, 51 män och 34 kvinnor.

## Medaljer

### Guld
- Längdskidåkning
  - Herrar 30 km masstart:  Mika Myllylä

- Backhoppning
  - Herrar K90 individuell (70 m):  Jani Soininen

### Silver
- Freestyle
  - Herrar puckelpist:  Janne Lahtela

- Backhoppning
  - Herrar K120 individuell (90 m):  Jani Soininen

- Nordisk kombination
  - Herrar individuell:  Samppa Lajunen
  - Herrar lag:  Samppa Lajunen, Hannu Manninen, Jari Mantila, Tapio Nurmela

### Brons
- Freestyle
  - Herrar puckelpist:  Sami Mustonen

- Ishockey
  - Herrar :  Aki-Petteri Berg, Tuomas Grönman, Raimo Helminen, Sami Kapanen, Saku Koivu, Jari Kurri, Janne Laukkanen, Jere Lehtinen, Juha Lind, Jyrki Lumme, Jarmo Myllys, Mika Nieminen, Janne Niinimaa, Teppo Numminen, Ville Peltonen, Kimmo Rintanen, Teemu Selänne, Ari Sulander, Jukka Tammi, Esa Tikkanen, Kimmo Timonen, Antti Törmänen, Juha Ylönen
  - Damer :  Sari Fisk, Kirsi Hänninen, Satu Huotari, Marianne Ihalainen, Johanna Ikonen, Sari Krooks, Emma Laaksonen, Sanna Lankosaari, Katja Lehto, Marika Lehtimäki, Riikka Nieminen, Marja-Helena Pälvilä, Tuula Puputti, Karoliina Rantamäki, Tiia Reima, Katja Riipi, Päivi Salo, Maria Selin, Liisa-Maria Sneck, Petra Vaarakallio

- Längdskidåkning
  - Herrar 10 km jaktstart:  Mika Myllylä
  - Herrar 4 x 10 stafett:  Jari Isometsä, Harri Kirvesniemi, Mika Myllylä, Sami Repo

- Skidskytte
  - Herrar 10 km:  Ville Räikkönen